# بل ۵۰۵ جت رنجر ایکس
بل ۵۰۵ جت رنجر ایکس (به انگلیسی: Bell 505 Jet Ranger X) یک بالگرد ساختِ کارخانهٔ بل هلیکوپتر در کشور ایالات متحده آمریکا و کانادا است. این بالگرد برای نخستین بار در ۱۰ نوامبر ۲۰۱۴ میلادی مورد استفاده قرار گرفت.